# Municipio de Scott (condado de Sandusky)
El municipio de Scott (en inglés: Scott Township) es un municipio ubicado en el condado de Sandusky en el estado estadounidense de Ohio. En el año 2010 tenía una población de 1437 habitantes y una densidad poblacional de 15,24 personas por km².

## Geografía
El municipio de Scott se encuentra ubicado en las coordenadas 41°17′52″N 83°21′36″O / 41.29778, -83.36000. Según la Oficina del Censo de los Estados Unidos, el municipio tiene una superficie total de 94.3 km², de la cual 94,3 km² corresponden a tierra firme y (0 %) 0 km² es agua.

## Demografía
Según el censo de 2010, había 1437 personas residiendo en el municipio de Scott. La densidad de población era de 15,24 hab./km². De los 1437 habitantes, el municipio de Scott estaba compuesto por el 96,8 % blancos, el 0,14 % eran afroamericanos, el 0,35 % eran asiáticos, el 1,18 % eran de otras razas y el 1,53 % eran de una mezcla de razas. Del total de la población el 4,04 % eran hispanos o latinos de cualquier raza.